# Sociale verandering
Sociale verandering of maatschappelijke verandering, zijn in de sociologie de veranderingen binnen een maatschappij over een langere periode. De term verwijst met name naar veranderingen in de sociale structuur en de bevolkingssamenstelling.

## Begrip
Oudere benamingen voor het begrip  'sociale verandering' waren termen als ontwikkeling, vooruitgang en evolutie. Deze termen bleken problematisch, omdat ze de indruk wekten van onontkoombaarheid of doelgerichtheid, in de richting van een betere toestand of een hoger niveau. Als neutralere term, werd door William Fielding Ogburn het begrip Social change in de sociologie geïntroduceerd.
Ralf Dahrendorf definieert een snelle, en radicale sociale verandering in het bijzonder, als een revolutie, Lars Clausen definieerde een snelle, radicale en magisierte (gedemoniseerde of scherpe) sociale verandering  als een ramp. Volgens het idee van punctuated equilibrium zouden sociale systemen lange periodes van evenwicht of equilibrium kennen, onderbroken door plotselinge radicale veranderingen. Verandering verloopt niet geleidelijk en kent ook niet alleen vooruitgang, zoals het concept van een eenlijnige culturele evolutie veronderstelt, maar in sprongetjes, waarbij ook periodes van achteruitgang optreden.

## Voetnoten
1. ↑  W.F. Ogburn (1922): Social Change: With Respect to Culture and Original Nature, New York
2. ↑  R. Dahrendorf, Class and class conflict in industrial society, Stanford, 1959, p. 234.
3. ↑  L. Clausen, Krasser sozialer Wandel, Opladen, 1994.